# Хехло (Малопольське воєводство)
Хехло (пол. Chechło) — село в Польщі, у гміні Ключе Олькуського повіту Малопольського воєводства.
Населення — 1676 осіб (2011).

## Демографія
Демографічна структура станом на 31 березня 2011 року:
|          | Загалом | Допрацездатний вік | Працездатний вік | Постпрацездатний вік |
| -------- | ------- | ------------------ | ---------------- | -------------------- |
| Чоловіки | 800     | 159                | 532              | 109                  |
| Жінки    | 876     | 146                | 477              | 253                  |
| Разом    | 1676    | 305                | 1009             | 362                  |